# Sapsan
Sapsan / Сапсан ("Falcão-peregrino" em Russo, conhecido como Velaro RUS, na Alemanha) é um comboio de alta velocidade de bitola larga (1 520 mm) prestes a entrar em serviço na Rússia. Os comboios são evoluções dos Velaro (da Siemens). A linha foi planeada para iniciar um serviço regular na ligação de alta velocidade entre Moscovo e São Petersburgo a partir de Novembro de 2009, a uma velocidade máxima de 200 km/h (atualmente esta planeado que uma das faixas possa ir até 330 km/h). A data para o lançamento do serviço é agora 18 de dezembro de 2009; os primeiros bilhetes foram colocados à venda no dia 23 de novembro.

## História da Construção

RZD Sapsan rota (Mapa interativo)

No dia 19 de maio de 2006, Siemens anunciou o fornecimento de oito comboios de alta velocidade para as Ferrovias Russas, incluindo um contrato de serviço de 30 anos. O contrato esta estimado num total de 350 milhões de euros. 
Os comboios, que ligam Moscovo com São Petersburgo e Helsínquia, e mais tarde Moscovo com "Nizhny Novgorod", a uma velocidade maxima 250 km/h, têm como base o ICE 3, mas com dimensões alargadas em 330 mm para 3 265 mm, isto devido as dimensões da bitola larga na Rússia. Quatro maquinas serão preparadas para uma tensão de 3kV em corrente contínua e 25 kV em corrente alternada. O comprimento total de cada comboio, com dez carruagens, será de 250 m, e poderá transportar até 600 passageiros.
O desenvolvimento e a construção estão a ser realizados em Erlangen e Krefeld, na Alemanha. Os quatro comboios de versão com tensão de alimentação única (3 kV DC - V1) estão previstos para entrar em serviço de passageiros no final de 2009, na via Ferroviária Moscovo - St Petersburgo, com os de dupla tensão de alimentação (versão V2) a entrarem em serviço na ligação com "Nizhniy Novgorod", em 2010. 
Em agosto de 2009, foi anunciado que o quinto Sapsan foi entregue à Rússia, dos oito que devem ser entregues.
Ele estabeleceu recordes para o comboio mais rápido da Rússia no dia 2 de maio de 2009, viajando a 281 km/h  e no dia 7 de maio de 2009, viajando a 290 km/h.